# Bokajan
Bokajan è una suddivisione dell'India, classificata come town committee, di 14.938 abitanti, situata nel distretto di Karbi Anglong, nello stato federato dell'Assam. In base al numero di abitanti la città rientra nella classe IV (da 10.000 a 19.999 persone).

## Geografia fisica
La città è situata a 26° 1' 0 N e 93° 46' 60 E e ha un'altitudine di 137 m s.l.m..

## Società

### Evoluzione demografica
Al censimento del 2001 la popolazione di Bokajan assommava a 14.938 persone, delle quali 8.373 maschi e 6.565 femmine. I bambini di età inferiore o uguale ai sei anni assommavano a 1.793, dei quali 956 maschi e 837 femmine. Infine, coloro che erano in grado di saper almeno leggere e scrivere erano 11.102, dei quali 6.663 maschi e 4.439 femmine.